# ClickOnce
ClickOnce是微软公司开发的一门用于在网络上发布应用程序的技术。于.NET框架2.0版中引入。

## 特性
ClickOnce使得用户可以从支持ClickOnce的网页中点击一个链接来运行一个程序。ClickOnce的设计目标是使得应用程序的启动和升级更加容易。
ClickOnce的安装是把文件复制到用户的配置文件下，所以不需要管理员权限，对系统的影响也比较小。.Net对ClickOnce程序采取的安全策略是基于启动位置，在默认的安全设置下，从Internet启动的程序较从本地启动的程序拥有较少的权限。
ClickOnce程序可以从程序的更新位置检查是否有更新版本，并且提示用户下载和安装新的版本。

## 支持
在集成开发环境方面，Visual Studio 2005版本起支持将Windows Forms应用程序以ClickOnce方式发布（Visual C++应用程序除外）。Visual Studio 2008版本起支持将Windows Presentation Foundation应用程序以ClickOnce方式发布。
在浏览器方面，Internet Explorer6及更高版本支持从链接启动ClickOnce程序。FireFox并不内建对ClickOnce的支持，不过可以通过安装一些插件来支持ClickOnce。.Net框架3.5 SP1版本中附带一个用于支持ClickOnce的Firefox插件Microsoft .NET Framework Assistant。而在2009年10月16日，Mozilla在得到微軟同意的情況下，因安全性的問題而把附加元件Microsoft .NET Framework Assistant和外掛程式Windows Presentation Foundation加入黑名單，上述元件會被強制從Firefox中無效化。兩天後，微軟證實漏洞不會影響Firefox後，Mozilla已把Microsoft .NET Framework Assistant移出黑名單。